# 皇家城市規劃學會
皇家城市規劃學會（英語：Royal Town Planning Institute）是一個英國的專業城市規劃師組織。學會成立於1914年，致力於促進可持續城市發展，提高城市規劃的品質，並在國際上推動城市規劃專業的發展。學會的工作涵蓋了廣泛的領域，包括土地使用規劃、城市設計、交通規劃、環境保護、住房政策等。它與政府、非政府組織、學術機構和其他利益相關方合作，為城市規劃領域提供專業意見和建議。
該學會還致力於城市規劃專業的發展和培訓。該組織提供廣泛的培訓課程和專業資源，以幫助城市規劃師不斷提升自己的專業能力和知識。它還舉辦各種研討會、研究活動和交流會議，促進城市規劃專業之間的合作和知識共享。

## 外部連結
- 官方网站